# アレキサンダー・シュライハー ASK 13
シュライハー ASK 13
飛行するPH-406
- 用途：グライダー
- 設計者：ルドルフ・カイザー
- 製造者：アレクサンダー・シュライハー
- 初飛行：1966年7月
- 生産数：700機以上
- 生産開始：1965年
- 運用開始：1966年
- 運用状況：運用中

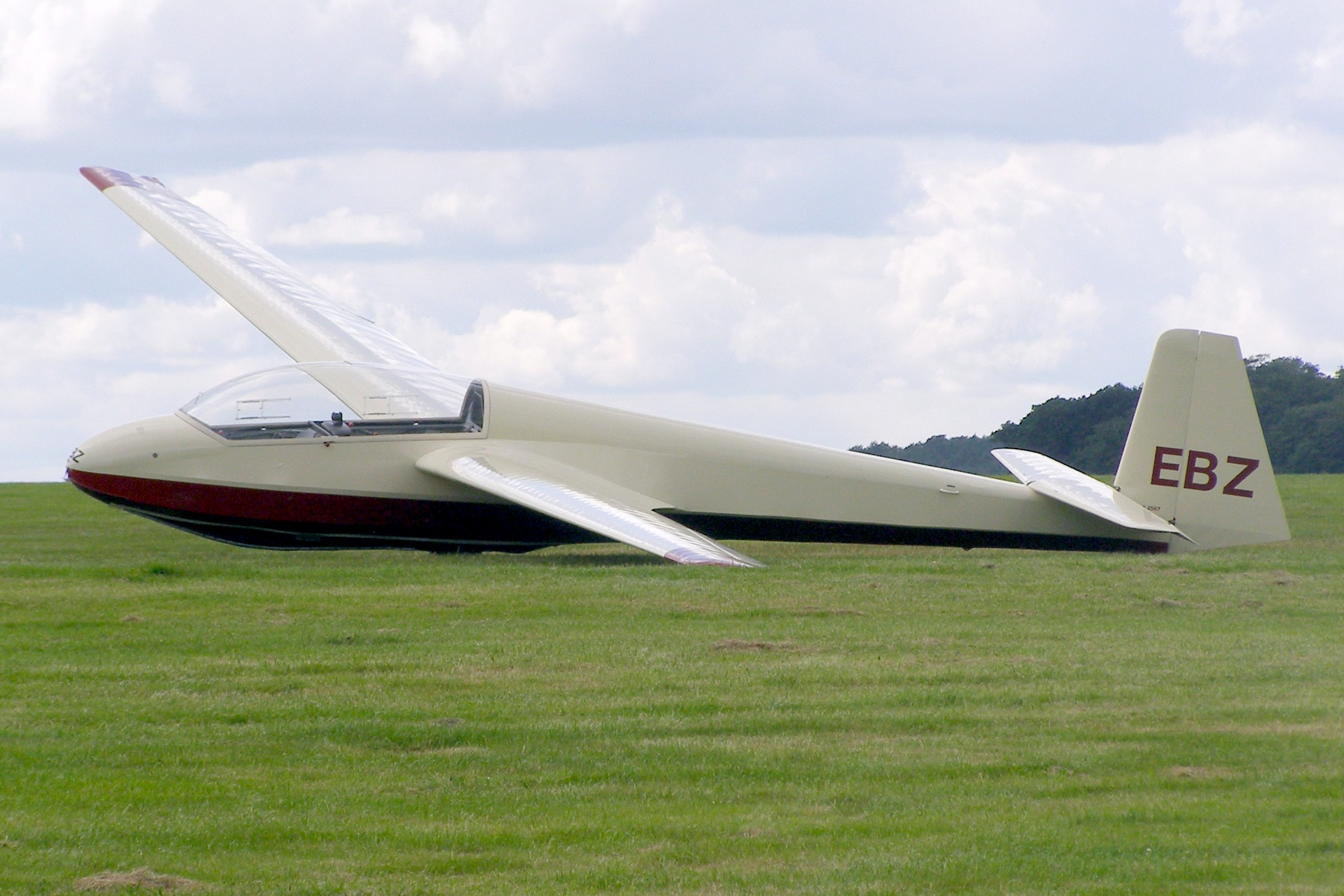
ASK13-EBZ

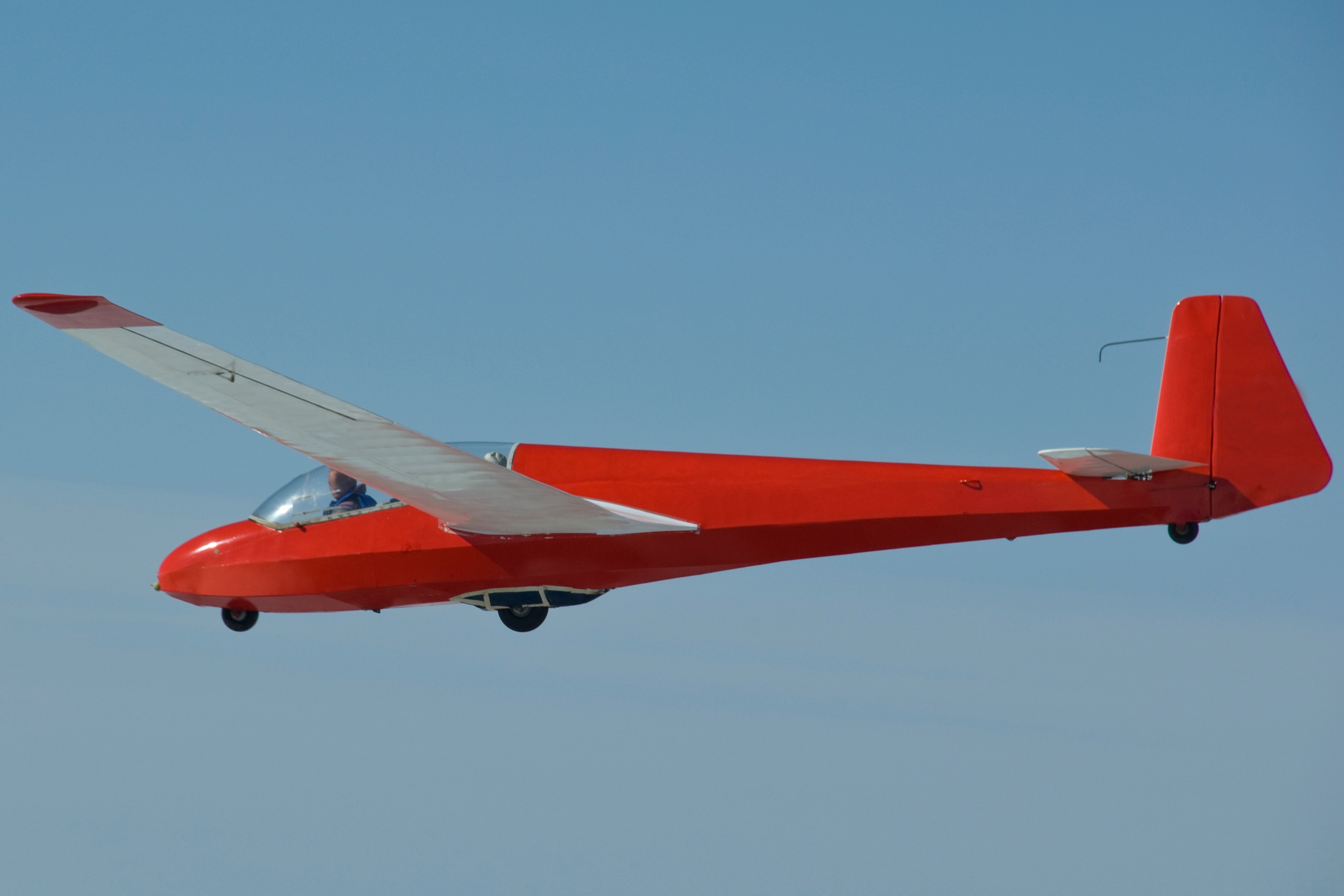
ASK13

アレキサンダー・シュライハー ASK 13はアレキサンダー・シュライハー社によって造られた複座式グライダーである。グライダーパイロットの初等訓練のために未だに広く使われ続けている。

## 開発
ASK 13は1965年にルドルフ・カイザー(en:Rudolf Kaiser)によって複座式のKa 2及びKa 7の後継機として開発された。それは金属、木材およびガラス繊維を材料として作られている。主翼には前進翼が採用されている。それはKa 7よりも低い位置に取り付けられており、大きく開けたキャノピーは前後席両方のパイロットに良好な視界を確保している。
主翼には6度の前進角がついているために後席パイロットはちょうど重心や風圧中心の近くに着席することになる。そのためこのグライダーは単座飛行でも複座飛行のときと同様な挙動を示す。ねじれ剛性を担っている前縁部分は合板でできており、主翼は全体が羽布で覆われている。金属製のエア・ブレーキが主翼の上面と下面にあり、木製の補助翼は羽布で覆われている。胴体は機首をのぞく全体が鋼管羽布張り構造でできており、機首はガラス繊維でできている。尾翼は合板でできており、方向舵と昇降舵の後部は羽布で覆われている。昇降舵の右側にはトリムタブが取り付けられている。
着陸装置としては重心よりも後ろの位置に固定式の主輪が取り付けられている。元々は胴体前部の下部にノーズスキッドが取り付けられているが、いまでは多くのASK 13でノーズスキッドのかわりに前輪が取り付けられている。
プロトタイプの初飛行は1966年7月に行われ、1978年1月までに合計で約700機のASK 13がシュライハー社で生産された。ASK 13はすぐれた練習用グライダーであり、失速や錐揉みに容易に入るが、しかしその回復操作もまた容易である。その構造は十分な強度を持っているが整備は容易である。
アレキサンダー・シュライハー ASK 21がこの機種の後継機にあたる。

## 性能
出典：Sailplane Directory
- 乗員:2人
- 全幅:16.0m
- 全高:1.6m
- 翼面積:17.5m2
- アスペクト比:14.6
- 翼型:Göttingen 535/549
- 無積載時重量:290kg
- 最大離陸重量:480kg
- 超過禁止速度:200km/h
- 最小沈下速度:0.81 m/s
- 最良滑空比: 28